# Visualizador fluorescente de vacío

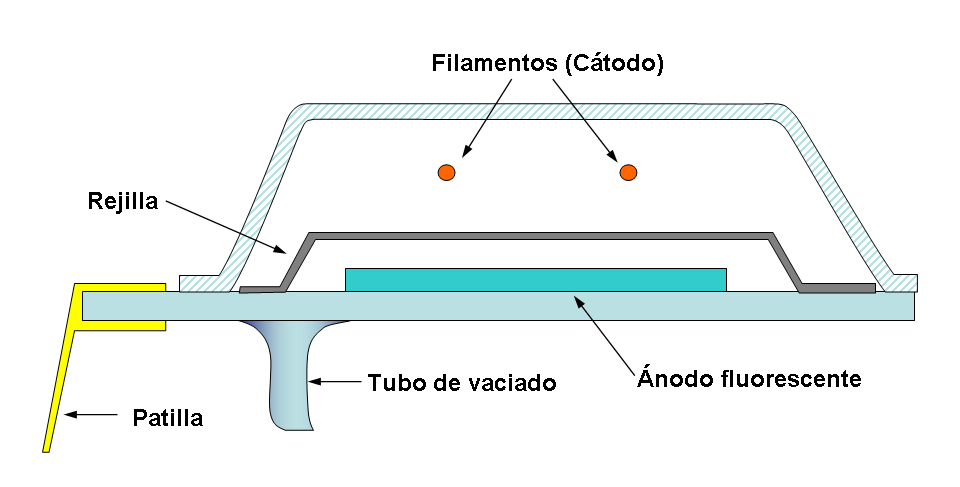
Fig. 1: Diagrama de un VFD típico.

El acrónimo VFD, del inglés Vacuum Fluorescent Display, refiere a las pantallas fluorescentes de vacío. Consisten en una ampolla de vidrio que contiene uno o varios filamentos que actúan de cátodo, varios ánodos recubiertos de fósforo y una rejilla por carácter. Al polarizar positivamente los ánodos y las rejillas, los electrones emitidos por el cátodo alcanzan un ánodo, que se ilumina. La figura 1 muestra la disposición de estos elementos. Los filamentos se suelen alimentar con corriente alterna, lo que evita que el VFD brille más por un extremo que por el otro. Dependiendo del modelo, funcionan con tensiones de alimentación de rejillas y ánodos a partir de 12 V. 

## Evolución
La evolución de los VFD corrió paralela a la evolución de las calculadoras digitales, en competencia con los displays de LED. Finalmente, debido a su elevado peso y consumo, esta aplicación cayó en desuso cuando aparecieron los LCD a precios competitivos.
El diseño del display es muy flexible, pudiendo añadir símbolos y gráficos especiales para cada aplicación (Custom). El fósforo de los ánodos se puede teñir de verde, amarillo, rojo, azul, etc., con lo que se obtienen displays coloridos muy vistosos, de aplicación común en equipos de alta fidelidad y vídeo, fotocopiadoras, etc. También se utilizan en cajas registradoras y pequeños paneles informativos.

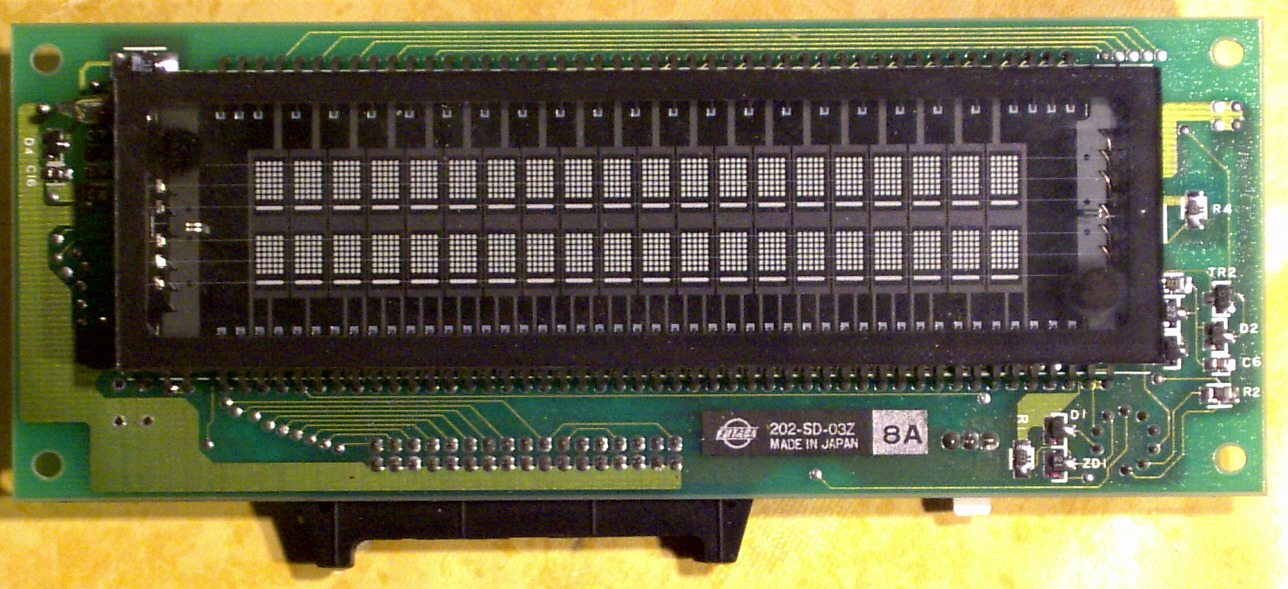
Módulo fluorescente Futaba 1202SD03C. Consta de 6 filamentos y 2 x 20 caracteres.

Los fabricantes ofrecen módulos que contienen el VFD, los inversores para generar la alta tensión del display y los circuitos necesarios para adaptar y retener la información, siendo conectables directamente al bus de un microprocesador, alimentándose a la misma tensión que éste.